# Aéronef à propulsion humaine

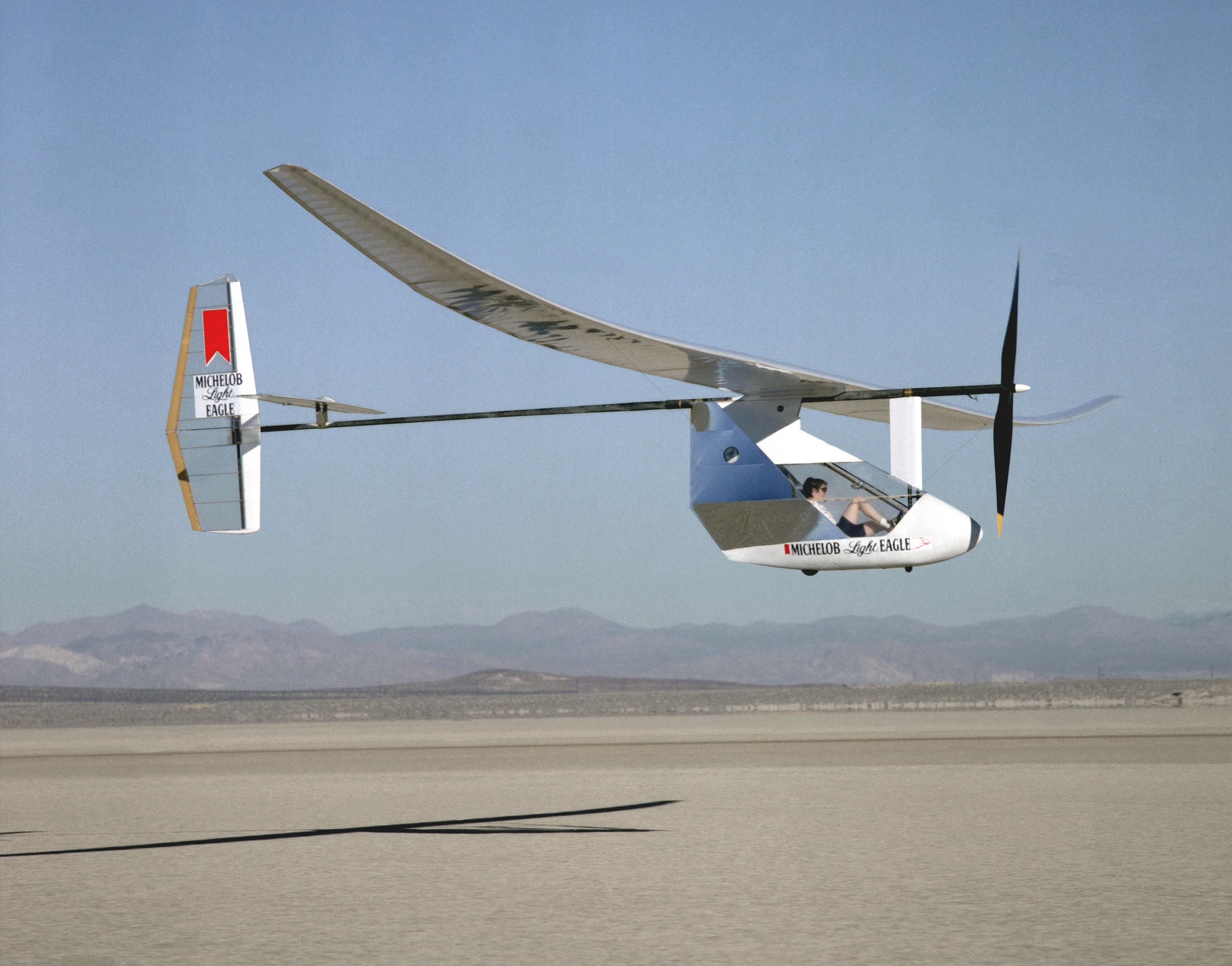
Aéronef à propulsion humaine MIT Light Eagle, prédécesseur du MIT Daedalus.

Un aéronef à propulsion humaine (HPA) est un aéronef appartenant à la classe de véhicules appelés véhicule à propulsion humaine.
Comme son nom l'indique, les HPA permettent au pilote non seulement de diriger, mais également de propulser l'avion (généralement à hélice) au moyen d'un système similaire à un vélo ou à un tricycle : une paire de pédales, déplacées par les pieds du pilote, qui fait tourner un engrenage, qui déplace ensuite une chaîne de vélo, qui fait ensuite tourner un engrenage plus petit, qui fait tourner un pylône vertical qui fait tourner soit un ensemble d'engrenages coniques, qui fait tourner un autre pylône horizontal qui fait finalement tourner une hélice, ou dans le cas des prototypes antérieurs, un mécanisme ornithoptère.
Souvent, on utilise un système hybride : pendant un certain temps de pédalage, on charge une batterie, qui, par simple pression sur un bouton, alimente un moteur électrique relié au même pylône horizontal que l'hélice.
Des avions à propulsion humaine ont volé avec succès sur des distances considérables. Cependant, ils sont encore principalement construits comme des défis d'ingénierie plutôt que pour une quelconque fin récréative ou utilitaire.

## Histoire
Les premières tentatives de vol propulsé par l'homme ont échoué en raison de la difficulté d'obtenir un rapport puissance/poids élevé. Les prototypes utilisaient souvent des principes d'ornithoptère qui étaient non seulement trop lourds pour répondre à cette exigence, mais également insatisfaisants sur le plan aérodynamique.

### Premiers essais
En 1904, Scientific American publie un article et une photographie d'un avion à vélo construit par Steward Winslow à Riparia, Washington. Il tente de faire voler son avion le 30 juillet 1904, mais l'une des roues a cédé.
L'un des premiers avions à propulsion humaine fut le Gerhardt Cycleplane, développé par W. Frederick Gerhardt sur l'aérodrome de McCook Field à Dayton, Ohio en 1923. L'avion avait sept ailes empilées sur près de 15 pieds (4,57 m) haut. Le pilote actionnait un engrenage de vélo qui faisait tourner l'hélice. Lors des premiers tests, l'engin était remorqué dans les airs par une automobile, puis largué. Avec Gerhardt comme pilote, le Cycleplane était capable de maintenir un vol stable et en palier pendant de courtes ?durées. Son seul décollage à propulsion humaine était un court saut de 20 pieds (6,1 m) avec l'engin s'élevant 2 pieds (0,61 m).

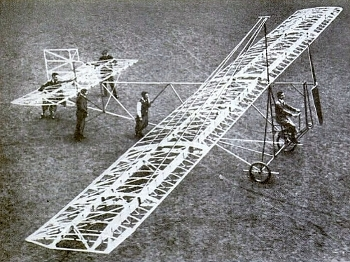
L'avion à propulsion humaine de Zaschka, Berlin 1934.

En 1934, l'Allemand Engelbert Zaschka acheva un grand avion à propulsion humaine, le Zaschka Human-Power Aircraft. Le 11 juillet 1934, le Zaschka-HPA vola sur environ 20 mètres sur l'aéroport de Berlin Tempelhof ; le HPA décolla sans décollage assisté,.
Un engin appelé HV-1 Mufli (de) (Muskelkraft-Flugzeug) construit par Helmut Hässler et Franz Villinger (de) vola pour la première fois le 30 août 1935 sur une distance de 235 mètres à Halle-sur-Saale. 120 vols sont effectués, le plus long étant de 712 mètres en 1937. Cependant, il est lancé à l'aide d'un câble tendu et n'était donc pas strictement propulsé par l'homme.
En mars 1937, une équipe composée d'Enea Bossi (en) (concepteur), Vittorio Bonomi (constructeur) et Emilio Casco (pilote) relève un défi lancé par le gouvernement italien pour un vol d'un kilomètre en utilisant leur Pedaliante (en). L'avion parcourt apparemment  de courtes distances entièrement à la force humaine, mais les distances n'étaient pas suffisamment importantes pour remporter le prix du concours. De plus, il y a eu beaucoup de controverses quant à savoir si l'avion a jamais décollé grâce à la seule force des pédales du pilote, en particulier parce qu'il n'existe aucune trace d'observation officielle de ce fait. Keith Sherwin (en) (1976) présente quelques arguments pour et contre la validité de l'affirmation de Bossi selon laquelle il aurait agi de la sorte. À l'époque, les vols entièrement propulsés par des humains étaient considérés comme le résultat de la force et de l'endurance considérables du pilote, et finalement inaccessibles à un humain ordinaire. Comme pour le HV-1 Mufli, des tentatives supplémentaires sont faites en utilisant un système de catapulte. En étant catapulté à une hauteur de 9 mètres, l'avion satisfait à l'exigence de distance de 1 kilomètre mais le prix lui est refusé en raison de la méthode de lancement,,.

### Premiers vols

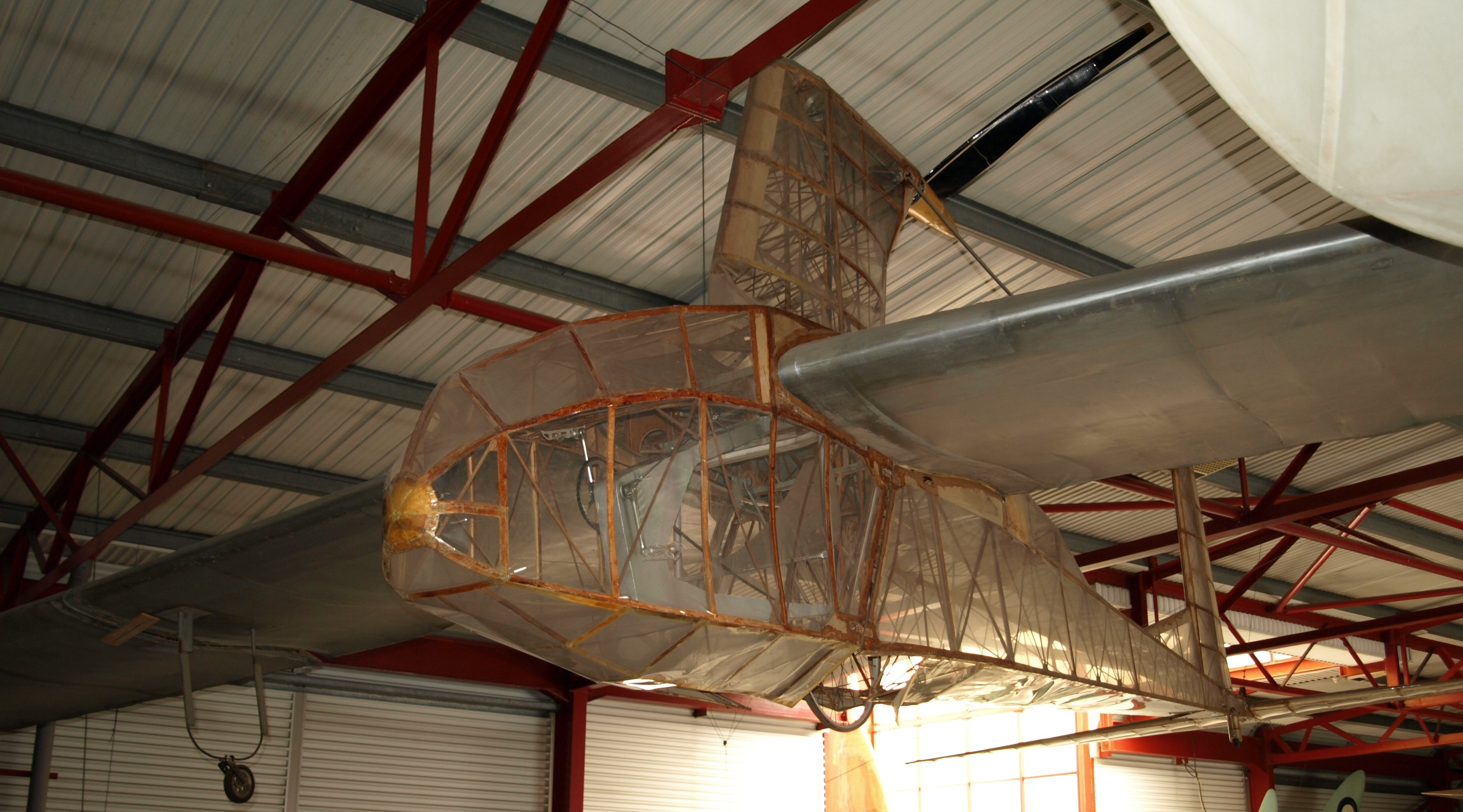
SUMPAC : Le premier avion à propulsion humaine réussi.

Le premier décollage et atterrissage officiellement authentifié d'un aéronef à propulsion humaine (capable de décoller à la force humaine, contrairement à un planeur) est réalisé le 9 novembre 1961 par Derek Piggott (en) dans le Man Powered Aircraft (SUMPAC) de l'Université de Southampton à l'aérodrome de Lasham,. Le meilleur vol sur 40 tentatives était de 650 mètres. Le SUMPAC est considérablement reconstruit par  l'Imperial College avec un nouveau système de transmission, mais est endommagé au-delà de toute réparation en novembre 1965.
Le Hatfield Puffin (en) vole pour la première fois le 16 novembre 1961, une semaine après SUMPAC. Le Hatfield Man Powered Aircraft Club (en) a été formé d'employés de de Havilland Aircraft Company et a eu accès au soutien de l'entreprise. Finalement, sa meilleure distance fut 993 yards (908 m). John Wimpenny déclare qu'il était très satisfait des performances du Puffin, qui s'est très bien comporté pendant le vol. Son record a tenu pendant 10 ans.
Le Puffin 2 avait un nouveau fuselage et une nouvelle aile autour de la transmission récupérée du Puffin original. Il vole le 27 août 1965 et effectue plusieurs vols sur plus d'un demi-mile (804,67 m), y compris une montée à 5,2 mètres. Après que Puffin 2 soit endommagé, il est remis à l'Université de Liverpool qui l'a utilisé pour construire le Liverpuffin.
Après cette date, plusieurs avions moins performants volèrent, jusqu'en 1972, lorsque le Jupiter du Woodford Essex Aircraft Group, conçu et construit par Chris Roper, piloté par John Potter, vola 1 070 mètres puis 1 239 mètres en juin 1972. En raison de la mauvaise santé de Roper, le projet est ensuite poursuivi à la RAF Halton, Potter était alors un officierde la Royal Air Force (RAF).

### Groupe de vol à propulsion humaine de la Royal Aeronautical Society
Le « Man Powered Aircraft Group » de la Royal Aeronautical Society est créé en 1959 par les membres du Man Powered Group de l'université de Cranfield à Cranfield lorsqu'ils sont invités à rejoindre la Société.
Sous les auspices de la Société, en 1959, l'industriel Henry Kremer offre les premiers prix Kremer d'une valeur de 5 000 £ pour le premier avion à propulsion humaine à parcourir un parcours en huit autour de deux marqueurs distants d'un demi-mile. La condition était que le concepteur, le pilote participant, le lieu de construction et le lieu de vol soient tous britanniques.

### Succès du Prix Kremer
En 1973, Kremer multiplie par dix sa récompense, la portant à 50 000 £. À cette époque, les avions à propulsion humaine ne volaient que sur des trajectoires en ligne droite (ou presque), et personne n'avait encore tenté le parcours plus difficile en huit, qui nécessitait un avion entièrement contrôlable. Il ouvre également le concours à toutes les nationalités ; auparavant, il était réservé aux seules candidatures britanniques.
Le 23 août 1977, le Gossamer Condor 2 effectue le premier vol en huit, sur une distance de 2,172 km remportant le premier prix Kremer. Il est construit par le Dr Paul B. MacCready et piloté par le cycliste amateur et pilote de deltaplane Bryan Allen. Bien que lent, naviguant à seulement 11 mi/h (17,7 km/h), il atteint cette vitesse avec seulement 0,35 hp (0,26 kW).
Le deuxième prix Kremer de 100 000 £ est remporté le 12 juin 1979, toujours par Paul MacCready, lorsque Bryan Allen pilote le Gossamer Albatross de MacCready d'Angleterre en France : une distance en ligne droite de 35,82 km en 2 heures et 49 minutes.[réf. nécessaire].

### Prix de vitesse Kremer et vols ultérieurs de l'équipe du MIT

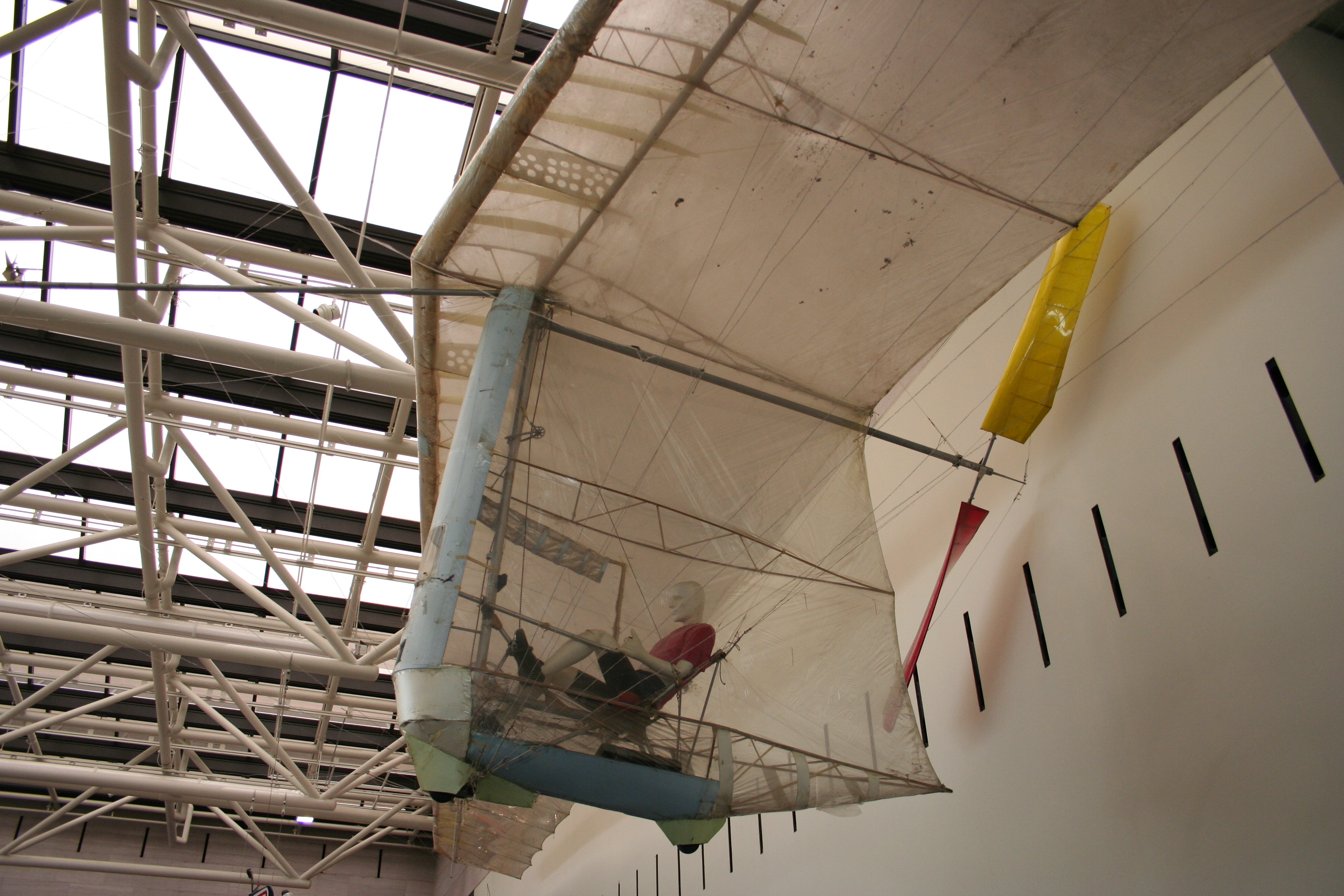
Exposition d'avions à propulsion humaine au Musée national de l'air et de l'espace des États-Unis.

Une semaine après le vol transmanche du Gossamer Albatross, qui utilisait une hélice conçue par l'équipe du MIT, une équipe dirigée par des étudiants du Massachusetts Institute of Technology réalise le premier vol sur son avion Chrysalis, qui démontre une contrôlabilité totale et est piloté par 44 pilotes différents, dont des femmes pilotes.
Le 11 mai 1984, le troisième prix Kremer de 20 000 £ pour la vitesse est décerné à l'équipe de conception du MIT pour avoir fait voler son engin MIT Monarch B (en) sur un  parcours triangulaire de1,5 km en moins de trois minutes (pour une vitesse moyenne de 32 km/h) avec comme pilote Frank Scarabino. Des prix supplémentaires de 5 000 £ sont attribués à chaque participant suivant améliorant sa vitesse d'au moins cinq pour cent.
Au cours des quatre années suivantes, le groupe du MIT continue à développer ses conceptions, avec les avions Monarch et Monarch-B suivis de trois modèles, le Light Eagle et deux avions MIT Daedalus, le Daedalus-87 et le Daedalus-88. Le record de distance actuel reconnu par la FAI a été réalisé le 23 avril 1988 d'Héraklion en Crète à Santorin dans le MIT Daedalus 88 piloté par Kanéllos Kanellópoulos : une distance en ligne droite de 115,11 kilomètres.

### Vol avec passagers
Le premier vol de passagers à propulsion humaine a eu lieu le 1er octobre 1984 lorsque Holger Rochelt transportait sa sœur Katrin dans le Musculair 1 (en) .

### Activités récentes
Des machines sont construites et volent au Japon, en Allemagne, en Grèce, en France, en Australie, en Nouvelle-Zélande, en Afrique du Sud, en Autriche, au Canada, à Singapour, aux États-Unis et au Royaume-Uni, leur nombre total approchant la centaine.
Grâce à des fonds supplémentaires provenant du regretté Henry Kremer, la Royal Aeronautical Society annonce quatre nouveaux prix :
- 50 000 £ pour le concours international de marathon de Kremer pour un vol d'une distance spécifiée de 6 milles (9 656 m) (marathon), en moins d'une heure ;
- 100 000 £ pour le concours international d'avions de sport Kremer pour un avion de sport capable de fonctionner dans des conditions météorologiques normales, telles que celles rencontrées au Royaume-Uni ;
- 1 000 £ pour le concours scolaire ;
- 500 £ pour le concours Robert Graham destiné aux étudiants pour la recherche expérimentale ou la conception technique.

Des tentatives ont été faites pour réclamer le prix Kremer Sport de 100 000 £. Les étudiants du Virginia Polytechnic Institute ont conçu un avion dans le cadre de leur cours AE4065/6.[réf. nécessaire]. Une équipe de l'Université d'État de Pennsylvanie a conçu le PSU Zephyrus (en) dans le cadre de sa classe AERSP 404H.[réf. nécessaire]. Une équipe d'étudiants en génie aérospatial de l'Université de Southampton a conçu et construit le SUHPA.
En 2012, la Royal Aeronautical Society créé la Coupe Icare pour les vols à propulsion humaine. La première coupe est remportée par Airglow (en), conçue par John et Mark McIntyre. La Coupe Icare diffère du Prix Kremer en ce sens qu'elle ne vise pas simplement à battre des records de vitesse et de distance, mais à faire du vol à propulsion humaine un sport populaire. La compétition comprend donc des défis tels qu'un parcours de slalom, une épreuve de départ sans aide et un test de précision d'atterrissage. La Coupe Icare se déroule chaque année à l'aérodrome de Lasham, en Grande-Bretagne, lieu du premier vol à propulsion humaine.
En 2017, Yuta Watanabe, le pilote de Birdman House Iga, réalise un vol aller-retour de 40 kilomètres. En 2019, il réussit avec un vol de 60 kilomètres lors de l'événement international Birdman au Japon au-dessus du lac Biwa.

## Types

### Dirigeables

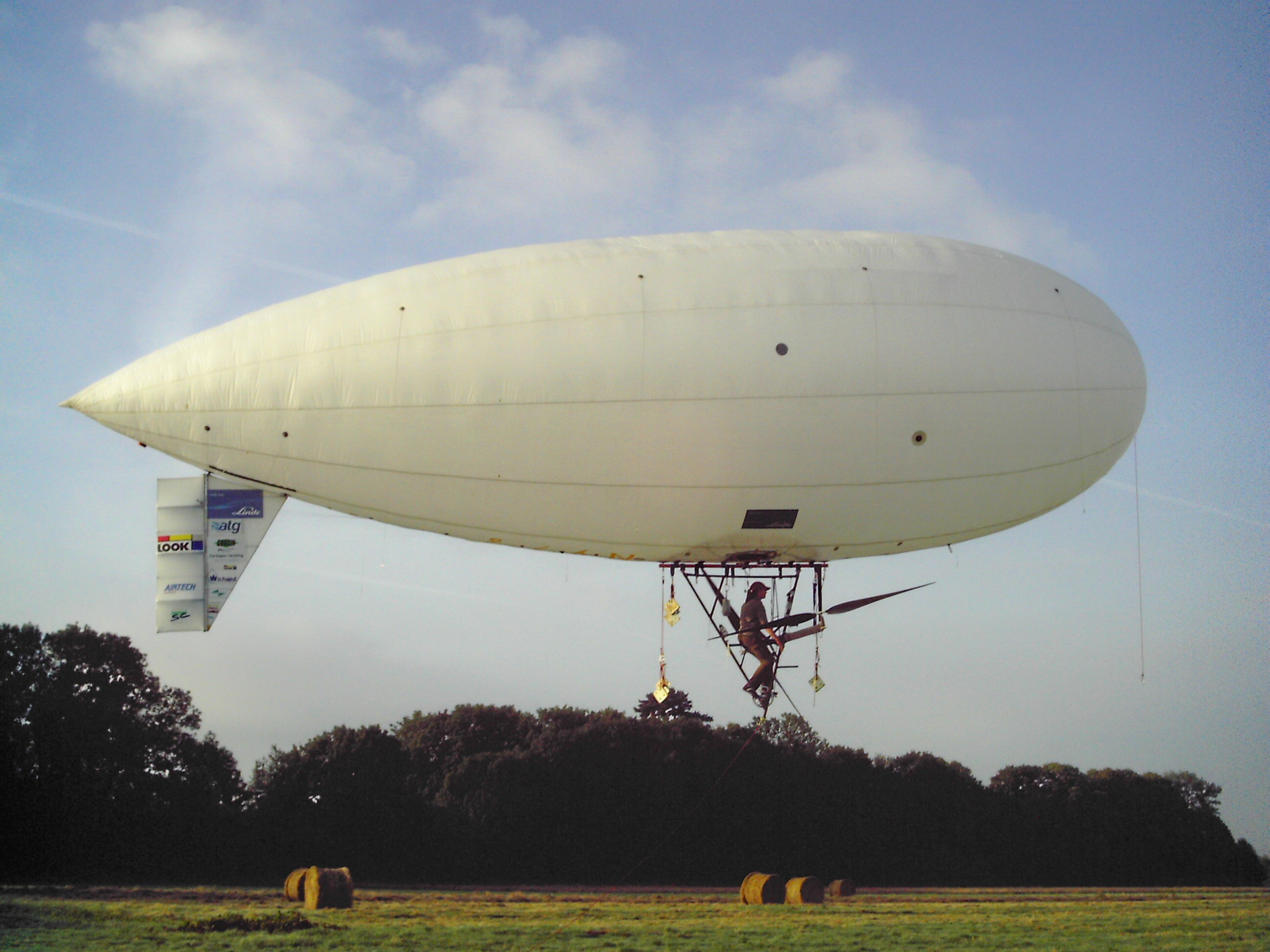
Dirigeable à propulsion humaine, 2006

Des inventeurs ont construit des dirigeables à propulsion humaine, parmi lesquels le Snoopy (en) en 1979 et le White Dwarf (en) en 1984. En gagnant de la portance grâce à la flottabilité plutôt qu'à l'air qui s'écoule le long d'un profil aérodynamique, beaucoup moins d'effort est nécessaire pour propulser l'avion,,.

### Ornithoptères
Le 2 août 2010, Todd Reichert de l'Institut d'études aérospatiales de l'Université de Toronto pilote un ornithoptère à propulsion humaine nommé Snowbird (en). L'avion de 32 mètres d'envergure et une masse de 42 kilogrammes est construit à partir de fibre de carbone, de balsa et de mousse. Le pilote était assis dans un petit cockpit suspendu sous les ailes et pompait une barre avec ses pieds pour actionner un système de câbles qui faisaient battre les ailes de haut en bas. Remorqué par une voiture jusqu'au décollage, il a ensuite maintenu le vol pendant près de 20 secondes. Il vole 145 mètres avec une vitesse moyenne de 25,6 km/h. Des vols similaires en remorquage ont été réalisés dans le passé, mais une collecte de données améliorée a permis de vérifier que l'ornithoptère était capable de voler de manière autonome une fois en vol.,,.